# Ophiocordyceps nutans
Ophiocordyceps nutans ist eine parasitische Pilz-Art aus der Ordnung der Krustenkugelpilzartigen, die auf Baumwanzen wächst.

## Merkmale

### Makroskopische Merkmale
Das einfach gebaute Stroma entspringt aus dem Rücken des Wirtes, einer Baumwanze. Es hat einen 5 bis 9 Zentimeter langen und 0,4 bis 0,8 Millimeter dicken, leicht gekrümmten, schwarz-braunen Stiel. Der Kopf ist deutlich vom Stiel unterscheidbar, wurstförmig (allantoid) oder schmal zylindrisch geformt und rot, orange oder orange-gelb gefärbt. Er ist 6 bis 17 × 3 bis 5 Millimeter groß.

### Mikroskopische Merkmale
Die eigentlichen Fruchtkörper, die Perithecien sind komplett in das Stroma eingebettet. Ihre Wände sind durchscheinend (hyalin), Sie sind schmal eiförmig bis konisch oder flaschenförmig, hellgelb bis bräunlich gelb und sind 550 bis 800 × 130 bis 200 Mikrometer groß. Nach anderen Autoren aber werden sie nur 380 bis 520 × 180 bis 320 Mikrometer groß. Die Schläuche (Asci) sind lang keulenförmig, leicht geschwollen am Apex und sind 150 bis 300 (bis zu 780) × 6 bis 6,5 Mikrometer groß mit jeweils acht Sporen. Die Sporen sind fadenförmig, mit vielen Septen. Sie brechen in 5 bis 10 × 1 bis 1,3 Mikrometer große zylindrische oder leicht tonnenförmige Teilsporen auf.

## Ökologie und Verbreitung
Ophiocordyceps nutans parasitiert auf verschiedenen Arten der Baumwanzen (Pentatomidae) in Laubwäldern. Innerhalb der Baumwanzen kommt die Art vor allem auf Lelia decempunctata vor. Frühere Angaben, dass die Art auf anderen Familien der Wanzen vorkäme, gelten als widerlegt. Der Pilz wird in seiner Nebenfruchtform (früher Hymenostilbe nutans) auf den Wirtspflanzen der Wanzen gefunden, wovon er die Tiere dann zu infizieren scheint. Der Pilz selber wird wiederum vom Pilz Polycephalomyces yunnanensis parasitiert.
Die Art ist weit verbreitet. In Asien kommt sie in China in den Provinzen Zhejiang, Henan, Anhui, Hainan, Guangdong, Guizhou und Guangxi vor, aber auch in Indien (Westghats), Taiwan, Thailand, Japan, Korea, Indonesien, Malaysia und Papua-Neuguinea. Es sind aber auch Funde aus Südamerika (Kolumbien, Brasilien, Peru), Mittelamerika (Panama, Costa Rica), Afrika (Ghana, Madagaskar) und Europa (Belgien) bekannt.

## Bedeutung
Ophiocordyceps nutans wird zur biologischen Schädlingsbekämpfung der Marmorierten Baumwanze (Halyomorpha halys) erprobt, die invasiv aus Ostasien eingeschleppt wurde.

## Systematik
Ophiocordyceps nutans wurde lange wie alle Kernkeulen in die Gattung Cordyceps innerhalb der Clavicipitaceae gestellt. Die Erstbeschreibung erfolgt schon 1887 durch Narcisse Théophile Patouillard als Cordyceps nutans. 2007 wurden die Kernkeulen durch Sung Gi-ho, Sung Jae-mo, Nigel L. Hywel-Jones und Joseph W. Spatafora in drei Gattungen in zwei verschiedenen Familien aufgeteilt. Ophiocordyceps nutans wird zu den Ophiocordycipitaceae gestellt. Die Nebenfruchtform wird Hymenostilbe nutans genannt.